# David Cranz
David Cranz (* 3. Februar 1723 in Naugard, Hinterpommern, heute Nowogard, Polen; † 6. Juni 1777 in Gnadenberg, Niederschlesien, heute Godnów, Gmina Bolesławiec, Polen) war ein deutscher Missionar und Geschichtsschreiber.

## Leben

### Kindheit und Ausbildung
David Cranz war der Sohn des Schreiners Johann Cranz und seiner Frau Regina Kamke. Er wurde im heute polnischen Nowogard geboren und wuchs unter ärmlichen Verhältnissen außerhalb des Elternhauses auf. Stattdessen lebte er bei einem pietistischen Pastor.
Im September 1738 zog er mit 15 Jahren nach Halle (Saale), um dort an der Friedrichs-Universität Theologie zu studieren. Er geriet dort in Kontakt mit Mitgliedern der Herrnhuter Brüdergemeine, darunter Carl Heinrich von Peistel. Davon beeinflusst zog er im Mai 1740 17-jährig ins hessische Herrnhaag, das zwei Jahre zuvor von Nikolaus Ludwig von Zinzendorf als Herrnhutersiedlung gegründet worden war. Sechs Wochen später wurde er in die Gemeine aufgenommen. Schon bald gehörte er zum Führungskreis der Glaubensbewegung und begleitete ihren Gründer Zinzendorf im Februar 1741 auf einer Reise nach Genf. Im Juni kehrte er zurück und lebte auf dem fünf Kilometer von Herrnhaag entfernten Kloster Marienborn, das die Herrnhuter als Seminar nutzten. Im September zog er ins sächsische Herrnhut, wo er 18-jährig Lehrer in der dortigen Kinderanstalt wurde. Im Herbst 1742 wollte er seine Eltern besuchen, beschloss aber in Berlin, auf der Reise umzukehren, da er meinte, der Besuch würde negative Folgen für seinen Glauben haben. Er kehrte daraufhin nach Marienborn zurück. 1744 wurde das Seminar von dort ins fünf Kilometer entfernte Lindheim verlegt.

### Zeit als Schreiber und Europareisen
Er wurde zum Schreiber ernannt und kopierte die Gemeindenachrichten. 1746 wurde er von Zinzendorf zu seinem Sekretär ernannt. Am 4. Juni 1747 wurde er zum Akolythen ernannt. Im Herbst 1747 reiste er mit Zinzendorf nach Herrnhut. Auf Begehren seiner Mutter besuchte er sie kurz darauf in Stettin. Auf der Rückreise machte er Halt in den Herrnhutersiedlungen Neusalz (Nowa Sól), Gnadenberg (Godnów) und Gnadenfrei (Piława Górna). 1748 nahm er an der Großhennersdorfer Regierungskommission teil, durch die die Herrnhuter Brüdergemeine im Kurfürstentum Sachsen anerkannt wurde. Anschließend reiste er gemeinsam mit Zinzendorf über Herrnhaag und das niederländische Zeist nach London, wo er im Januar 1749 ankam, und weiterhin als Schreiber und Sekretär diente. Im August 1750 reiste er nach Barby. Im Sommer 1751 begleitete er ihn nach Gnadenberg und Wehrau (Osiecznica). Danach unternahmen sie eine Reise über Barby nach Ebersdorf und von dort aus über Herrnhaag, Zeist und Heerendijk wieder nach London. 1754 besuchten sie die englische Herrnhutersiedlung Lamb’s Hill (ab 1763 Fulneck). Ab April 1755 unternahmen Zinzendorf und Cranz eine Reise von Zeist nach Neuwied, Neudietendorf, Ebersdorf, Kleinwelka, Uhyst, Niesky bis zurück nach Herrnhut und von Oktober bis November 1755 nach Barby und zurück nach Berthelsdorf (bei Herrnhut).
Von den vielen Reisen wurde er kränklich und begab sich 1757 zur Kur in die Schweiz, wo er aber weiterhin sämtliche Herrnhutersiedlungen besuchte. Während eines dreimonatigen Aufenthalts in Zürich schrieb er die Kirchenverfassung der Herrnhuter Brüdergemeine, die er 1762 veröffentlichte. Anschließend reiste er nach Graubünden und unternahm von dort Reisen in weitere Siedlungen, bevor er im September 1757 Zinzendorf in Montmirail traf. Anschließend reisten sie gemeinsam nach Schaffhausen und im Jahr darauf nach Bondo, wo sie Gemeinden gründeten. Nachdem sie im Engadin alle Siedlungen besucht hatten, kehrten sie nach Chur zurück und gemeinsam mit Johannes Loretz reiste Cranz wieder nach Montmirail. Über Bern und Basel kehrte er im November 1758 nach Neuwied zurück. Gemeinsam mit Johannes von Watteville machte er sich auf eine Reise in die Niederlande, kehrte aber in Köln um, weil er dazu berufen wurde, in Neuwied für das dortige Junggesellenchor zu dienen sowie die französischsprachige Gemeinde im Deutschen zu unterrichten.

### Reise nach Grönland
1759 hatte Zinzendorf vorgeschlagen, dass David Cranz in Grönland während eines einjährigen Aufenthalts die Geschichte der dortigen seit 1733 bestehenden Herrnhuter-Mission aufschreiben sollte. Im April 1760 reiste er mit Johann Gottlob Königsdörffer durch Westfalen. Im Monat darauf starb Zinzendorf. Anfang 1761 schlug er erneut vor, nach Grönland zu reisen, und nach der Zustimmung der Gemeine reiste er am 1. März nach Barby, wo er von Johannes von Watteville auf die Reise vorbereitet werden sollte. Er wurde jedoch krank und konnte Barby erst am 10. April verlassen, nachdem er zum Diakon ernannt worden war. Nach seiner Ankunft in Kopenhagen reiste er am 17. Mai gemeinsam mit Friedrich Böhnisch und seiner Frau Anna Stach nach Grönland. Das Schiff erreichte Grönland am 1. August und Cranz ließ sich in Lichtenfels (Akunnaat) nieder. Er ließ sich von der grönländischen Bevölkerung und den dänischen Kaufmännern und Missionaren informieren und schrieb während des Winters das Manuskript der Historie von Grönland. Nachdem er fertig war, reiste er am 8. September 1762 zurück nach Europa. Nach einem dreiwöchigen Zwischenhalt in Norwegen kam er am 4. Dezember in Kopenhagen an. Am 29. Januar 1763 war er wieder in Herrnhut.

### Dienst als Pastor
Im Sommer 1763 reiste er aus gesundheitlichen Gründen nach Schlesien und vertrat Gottfried Clemens in Kleinwelka. Im Sommer 1764 war er in Marienborn, wo er an der ersten Generalsynode teilnahm. Dort erhielt er den Auftrag, seine veraltete Kirchenverfassung von 1757 zu erneuern sowie um eine Kirchengeschichte zu erweitern. Am 18. Februar 1765 heiratete er in Herrnhut Agnes Lange (1734–1779), Tochter von Mathes Lange und Maria Handrich, mit der er drei Söhne bekam. Im selben Jahr erschien die Historie von Grönland, die den öffentlichen Ruf der Brüdergemeine durch ihre Wissenschaftlichkeit deutlich verbesserte. Das Buch wurde rasch ins Schwedische, Englische und Niederländische übersetzt. 1766 wurde er zum Pastor in Böhmisch-Rixdorf ernannt. In dieser Zeit widmete er sich der Verfassung einer Geschichte der Kirchengemeinde in Böhmisch-Rixdorf, welche ebenso wie die der Gemeinde in Gnadenfrei unveröffentlicht blieb, sowie einer Aktualisierung der Geschichte Grönlands bis 1768, die 1770 erschien. 1768 kehrte er nach Herrnhut zurück und wurde gebeten, die unveröffentlichte Kirchengeschichte, mit der er 1764 beauftragt worden war, auszuweiten. Daneben wurden er und seine Frau zu in der Gemeinde in Berthelsdorf angestellt, die sie durch ihren Einsatz bedeutend vergrößern konnten. 1771 wurde er zum Pastor in Gnadenfrei ernannt, wo er gemeinsam mit seiner Frau im Chor der Verheirateten diente. Im selben Jahr erschien seine Kirchengeschichte, die ebenfalls ins Schwedische, Englische und Niederländische übersetzt wurde. 1775 reiste er nach Barby, wo er auf der dortigen Synode zum Presbyter ernannt wurde.

### Tod
Rund zwei Jahre später erhielt er den Auftrag, die dritte Auflage seiner Grönlandgeschichte herauszugeben. Bevor er sich dieser Aufgabe annahm, beschloss er, seine Schwiegereltern in Kleinwelka, seine Kinder in Niesky und andere Familienmitglieder in Herrnhut zu besuchen. Am 5. Mai 1777 reiste er kränkelnd in Gnadenfrei ab, aber erholte sich in Niesky. Am 19. Mai starb sein Schwager Johann Gottfried Hennig und David Cranz reiste nach Herrnhut, um seiner Beerdigung beizuwohnen. Er wollte anschließend nach Gnadenfrei zurückkehren, wurde aber überredet, an einer Konferenz in Herrnhut am 28. Mai teilzunehmen. Am selben Tag reiste er nach Görlitz, wo er plötzlich wieder krank wurde. Völlig entkräftet kam er tags darauf in Gnadenberg an. Er litt unter Fieber und Ausschlag und fühlte seinen nahenden Tod. Nachdem er sich in den folgenden Tagen von seiner Frau und seinen Kindern verabschiedet hatte, verstarb er am 6. Juni 1777 im Alter von 54 Jahren.

## Werke
- 1757: Kurze, zuverläßige Nachricht Von der, unter dem Namen der Böhmisch-Mährischen Brüder bekanten, Kirche UNITAS FRATRUM Herkommen, Lehr-Begrif, äussern und innern Kirchen-Verfassung und Gebräuchen, aus richtigen Urkunden und Erzählungen von einem Ihrer Christlich Unpartheiischen Freunde heraus gegeben und mit sechzehn Vorstellungen in Kupfer erläutert. (auch auf Französisch)
- 1765 (1761/62 geschrieben): Historie von Grönland enthaltend Die Beschreibung des Landes und der Einwohner ⁊c. insbesondere die Geschichte der dortigen Mission der Evangelischen Brüder zu Neu-Herrnhut und Lichtenfels.
- 1769 (unveröffentlicht): Historie der Böhmischen Emigration, und besonders der Böhmisch-Mährischen-Brüder-Gemeinen zu Berlin und Rücksdorf. Erster Theil./Historie der Böhmischen Emigration, insonderheit der Böhmisch-Mährischen-Brüder-Gemeine in Berlin und Rixdorf. Zweiter Theil
  - Matthias Noller: Historie der Böhmischen Emigration: Eine historisch-kritische Edition. Hrsg.: Joachim Bahlcke, Alexander Schunka (= Jabloniana. Quellen und Forschungen zur europäischen Kulturgeschichte der Frühen Neuzeit. Band 4). Harrassowitz Verlag, Wiesbaden 2013, ISBN 978-3-447-10027-4, JSTOR:j.ctvc16m8t.
- 1770: Fortsetzung der Historie von Grönland insonderheit der Missions-Geschichte der evangelischen Brüder zu Neu-Herrnhut und Lichtenfels von 1763. bis 1768. nebst beträchtlichen Zusätzen und Anmerkungen zur natürlichen Geschichte.
- ca. 1771 (unveröffentlicht): Die alte und erneuerte Constitution der Unität
- 1771: Alte und Neue Brüder-Historie oder kurz gefaßte Geschichte der Evangelischen Brüder-Unität in den ältern Zeiten und insonderheit in dem gegenwärtigen Jahrhundert.